# Vohwinkel
Der Stadtbezirk Vohwinkel ist nach Elberfeld und Barmen der drittgrößte Stadtteil Wuppertals in Nordrhein-Westfalen und war bis 1929 eine selbständige Stadt. Vorher gehörte Vohwinkel zum Kreis Mettmann und war von 1877 bis 1929 Verwaltungssitz des Landkreises. Vohwinkel hat 31.429 Einwohner. (Stand 2022)

## Geographie
Vohwinkel gehört zum sogenannten niederbergischen Land und ist somit Bestandteil des rheinischen Schiefergebirges, das im mittleren und jüngeren Paläozoikum entstand. Im Wesentlichen gehören die geologischen Bänder des Raumes von Süden nach Norden einer immer jüngeren Periode der Erdgeschichte an. Schiefer des Mitteldevon bilden im Süden eine bis zwei Kilometer breite Zone, an die sich im Norden eine fast drei Kilometer breite Kalkzone des Devon anschließt. Im Bereich der sogenannten Vohwinkeler Senke zwischen Krutscheid und der Wupper wird der Kalk von Quarzsanden, Kiesen und Tonen und geringfügig von Lehmen überlagert und tritt nur selten an die Oberfläche. Im Süden befindet sich zwischen Wibbeltrath und der Wupper ein Höhenzug, der bei der Roßkamper Höhe mit 270 m den höchsten Punkt erreicht. Im Südosten neigt sich der Höhenzug nach dem Sonnenberg zur Wupper, die zwischen Hammerstein und dem Austritt aus dem Vohwinkeler Raum von 130 m auf 120 m, dem niedrigsten Punkt im Vohwinkeler Raum, abfällt.

### Gliederung in Quartiere
| - Stadtbezirk 3 Vohwinkel - 30 Vohwinkel-Mitte - 31 Osterholz - 32 Tesche - 33 Schöller-Dornap - 34 Lüntenbeck - 35 Industriestraße - 36 Westring - 37 Höhe - 38 Schrödersbusch | Einteilung in Quartiere |

### Gewässer
Vohwinkel liegt zwischen den Flusssystemen von Düssel und Wupper, die alle fließenden Gewässer aufnehmen. Quellen gibt es ausschließlich in den Schiefergebieten. Die Wasserscheide verläuft von Kluse über Krutscheid und Tesche nach Katernberg.
- Wupper
- Kleine Düssel, 4,3 km langer Zufluss der Düssel, entspringt östlich der Gemarkung Bolthausen.
- Krudtscheider Bach
- Lüntenbeck
- Rottscheidter Bach
- Stackenberger Bach

## Geschichte

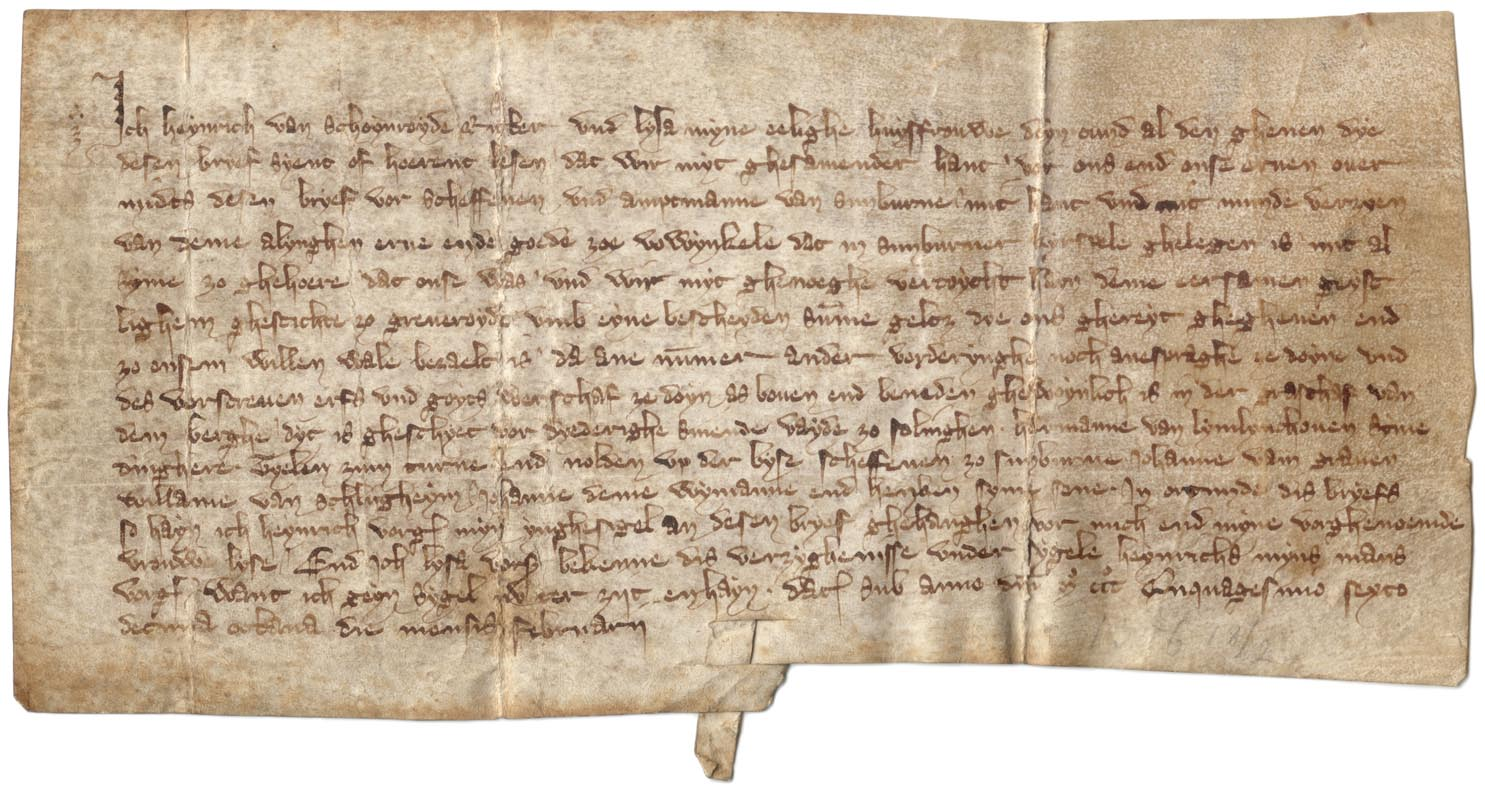
Verkaufsurkunde des Gutes Vowynkele vom 18. Februar 1356

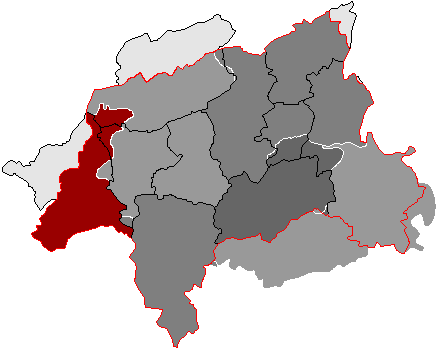
Die Stadt Vohwinkel und ihre Eingliederung nach Wuppertal 1929 (rot umrandet)

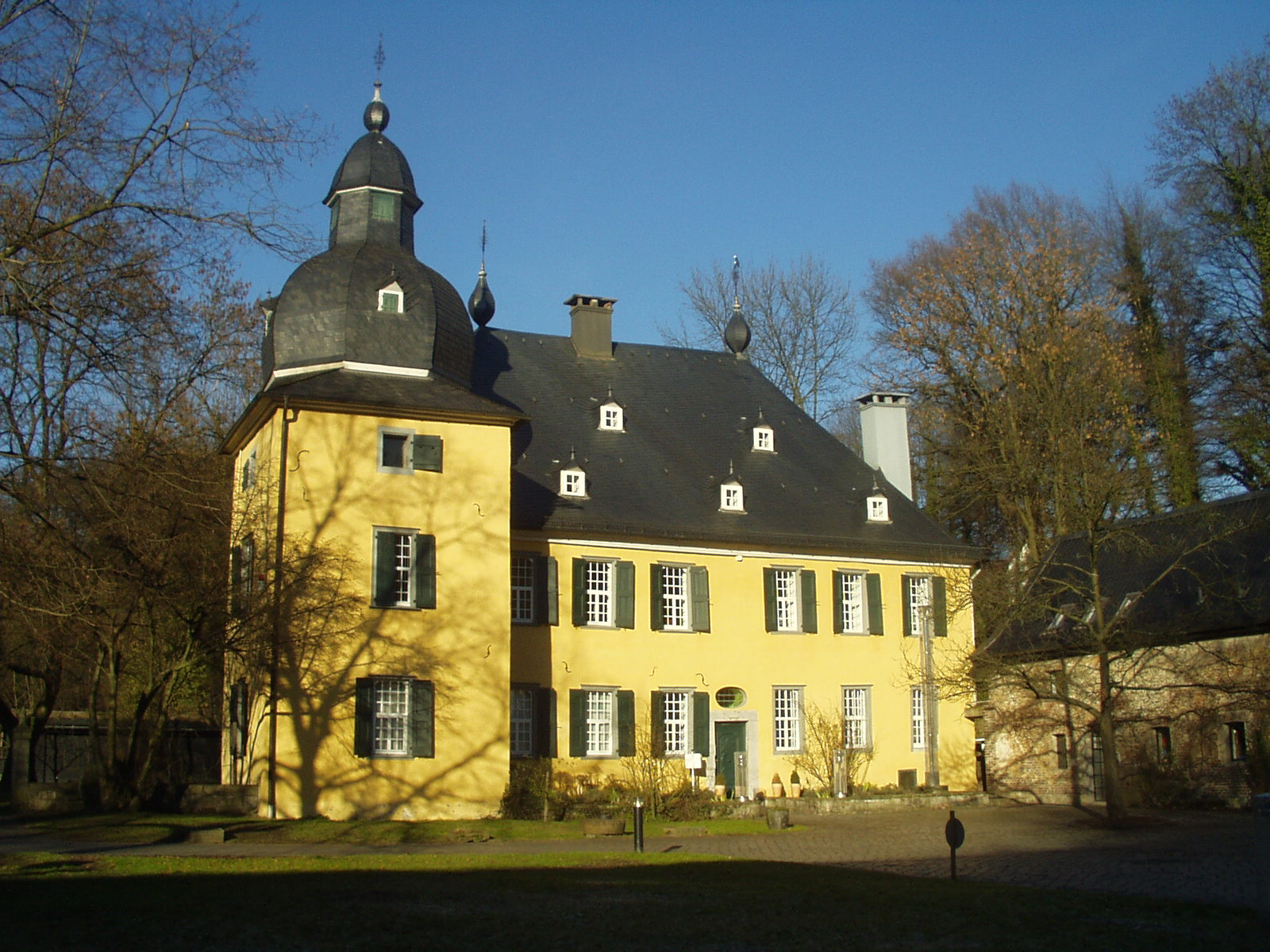
Schloss Lüntenbeck

Der Kern Vohwinkels bestand ursprünglich aus mehreren, vom Oberhof Lüntenbeck abhängigen Höfen, diese lagen auf Höhe des heutigen Lienhardplatzes. Fälschlicherweise wird die Nennung eines Hofes „vouinkel“ im Verzeichnis der Wachszinsigen des Stiftes Gerresheim aus dem Jahre 1312 für eine Erwähnung Vohwinkels gehalten, hier war aber höchstwahrscheinlich Vonkeln in Wuppertal-Cronenberg gemeint. 1356 wurde Vowynkele vom Ritter Heinrich von Schönrode an das Kloster Gräfrath (bei Solingen) verkauft, diese Urkunde gilt heute als erste urkundliche Erwähnung Vohwinkels.
Nach 1800 erfuhr das Gut durch den Straßenbau und vor allem durch die gute Eisenbahnanbindung eine funktionale Wandlung. Es wurde zunehmend zur Wirtschafts- und Fuhrmannsherberge. Vohwinkel wuchs nach dem Bau der Bahnstrecke nach Düsseldorf (1841) und der Bahnstrecke nach Essen (1847) zu einer größeren Siedlung heran. Zunächst war es ein Bestandteil der Gemeinde Sonnborn in der Bürgermeisterei Haan, dann gehörte es zu der 1867 von Haan abgetrennten Bürgermeisterei Sonnborn und wurde erst 1888 eine eigenständige Bürgermeisterei und Landgemeinde, nachdem Sonnborn unter Gebietsabtretungen an Elberfeld aufgelöst wurde und das verbleibende Bürgermeistereigebiet mit dem Kernort in Vohwinkel umbenannt wurde. Zuvor wurde 1887 die Bahnstrecke Solingen–Vohwinkel („Korkenzieherbahn“) nach Solingen eröffnet. Am 12. Februar 1921 erhielt Vohwinkel schließlich das Stadtrecht gemäß der Rheinischen Städteordnung.
Durch das Gesetz über die kommunale Neugliederung des rheinisch-westfälischen Industriegebiets vom 29. Juli 1929 wurde Vohwinkel zusammen mit den Städten Barmen, Cronenberg, Elberfeld und Ronsdorf zunächst zu Barmen-Elberfeld vereinigt. Noch im selben Jahr beschloss die Stadtverordnetenversammlung der neu gegründeten Gemeinde, dem Preußischen Staatsministerium vorzuschlagen, die Stadt in Wuppertal umzubenennen. Dem Vorschlag wurde im Januar 1930 stattgegeben.
Am Abend des 1. Januar 1945 warfen alliierte Bomber Bomben über Vohwinkel ab. 97 Menschen starben, 200 wurden verwundet und 185 verschüttet. Am 16. April 1945 war Vohwinkel von US-Truppen besetzt. Vohwinkel gehörte zur Britischen Besatzungszone. Wie überall gab es zahlreiche Entnazifizierungsverfahren. Zahlreiche Heimatvertriebene aus den Ostgebieten siedelten sich an bzw. wurden angesiedelt, z. B. in der Siedlung Bremkamp. Nach dem Volksaufstand in der DDR (17. Juni 1953) kamen viele Flüchtlinge von dort.

### Bürgermeister
| Name              | Amtszeit                            | Lebensdaten                         |
| ----------------- | ----------------------------------- | ----------------------------------- |
| Gottlieb Heinrich | 1. Juli 1888 bis 30. September 1888 | * 24. Januar 1856; † 3. April 1927  |
| Heinrich Bammel   | 1. Oktober 1888 bis 30. Juni 1919   | * 10. Dezember 1855; † 7. März 1929 |
| Albrecht Landwehr | 1. Juli 1919 bis 31. Juli 1929      | * 7. Mai 1881; † 25. März 1966      |

### Einwohnerentwicklung

Einwohnerentwicklung von Vohwinkel von 1888 bis 2016

| als Gemeinde |        |
| ------------ | ------ |
| 1888         | 3.315  |
| 1895         | 7.740  |
| 1900         | 9.039  |
| 1905         | 12.763 |
| 1910         | 14.730 |
| 1925         | 16.093 |

| als Teil von Wuppertal |        |
| ---------------------- | ------ |
| 1929                   | 17.518 |
| 1939                   | 17.453 |
| 1946                   | 21.702 |
| 1950                   | 25.148 |
| 1970                   | 28.520 |
| 1988                   | 33.350 |
| 2000                   | 33.329 |
| 2010                   | 30.969 |
| 2012                   | 30.484 |
| 2014                   | 30.740 |
| 2016                   | 31.141 |
| 2022                   | 31.429 |

### Wappen

Wappen der Stadt Vohwinkel

Die von 1921 bis 1929 selbstständige Stadt Vohwinkel führte seit dem 16. Dezember 1926 das durch das Preußische Staatsministerium genehmigte Stadtwappen.
Im Jahre 1889 hatte der damalige Bürgermeister der Gemeinde Vohwinkel eine Anfrage an das Preußische Heroldsamt in Berlin gerichtet zwecks Genehmigung eines Wappens. Es war ein Entwurf ausgearbeitet, in dem der Bergische Löwe, der Preußische Adler und ein aus einer Höhle kriechender Fuchs dargestellt war. Dies Wappenbild nahm unter anderem auch auf einen etymologischen Erklärungsversuch des Wortes Vohwinkel als „Fuchswinkel“ Bezug. Der Entwurf, der nicht den heraldischen Grundsätzen in allen Teilen entsprach, wurde vom Gemeinderat dennoch angenommen. Der Minister des Innern jedoch trug Bedenken, die Genehmigung bei der Krone nachzusuchen, weil ein Wappen für Landgemeinden im Allgemeinen nicht üblich wäre (Reg.-Vfg. vom 12. Dezember 1889). Nach Jahren, durch Beschluss vom 30. September 1926, wurde die Verwaltung ersucht, ein Stadtwappen an zuständiger Stelle erneut zu beantragen. Es wurde eine, nach heraldischen Gesichtspunkten, bessere Lösung der Darstellung gefunden:

„Unter silbernem Schildhaupte, worin ein roter Fuchs erscheint, in grün ein silberner Sparren.“

Das Wappen ist ein redendes. Zugleich versinnbildlicht der Winkel die Lage der Stadt am Knie der Wupper. Als Farben sind die bergischen (rot-weiß) und die rheinischen (grün-weiß) gewählt. Ein auf historischer Grundlage beruhendes Wappen konnte nicht in Betracht kommen, weil dem Ort die Historie fehlte. Der Erlass, der dann das Wappen genehmigte, lautet:

„Der Stadt Vohwinkel im Regierungsbezirk Düsseldorf wird hierdurch die Genehmigung zur Führung des auf der anbei zurückfolgenden Zeichnung dargestellten Wappens erteilt. Berlin, den 16. Dezember 1926. Das Preußische Staatsministerium. (gez.) Braun. Grzesinski. M. d. J. IV a IV 961.“

1929, nur drei Jahre später, wurde durch die Eingemeindung Vohwinkels in die neu gegründete Stadt Wuppertal die offizielle Verwendung des Wappens hinfällig.

## Politik
| Bezirksvertretungswahl Vohwinkel 2020Wahlbeteiligung: 47,9 % 403020100 34,1 %25,0 %18,8 %7,0 %5,5 %5,1 %4,5 % SPDCDUGrüneAfDLinkeFDPWfW/FWGewinne und Verlusteim Vergleich zu 2014 %p 6 4 2 0 −2 −4 −6+0,1 %p−4,5 %p+4,9 %p+1,9 %p−1,6 %p+0,8 %p± 0,0 %pSPDCDUGrüneAfDLinkeFDPWfW/FW |  | Sitzverteilung in der Bezirksvertretung Vohwinkel 2020Insgesamt 15 Sitze - Linke: 1 - SPD: 5 - Grüne: 3 - WfW/FW: 1 - CDU: 3 - FDP: 1 - AfD: 1 |

## Kultur und Sehenswürdigkeiten

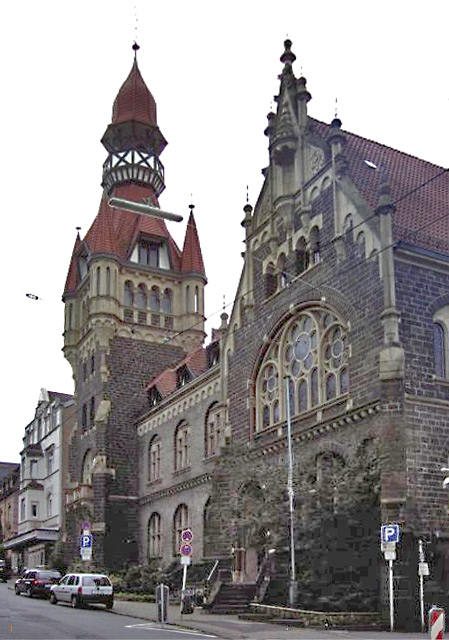
Vohwinkeler Rathaus

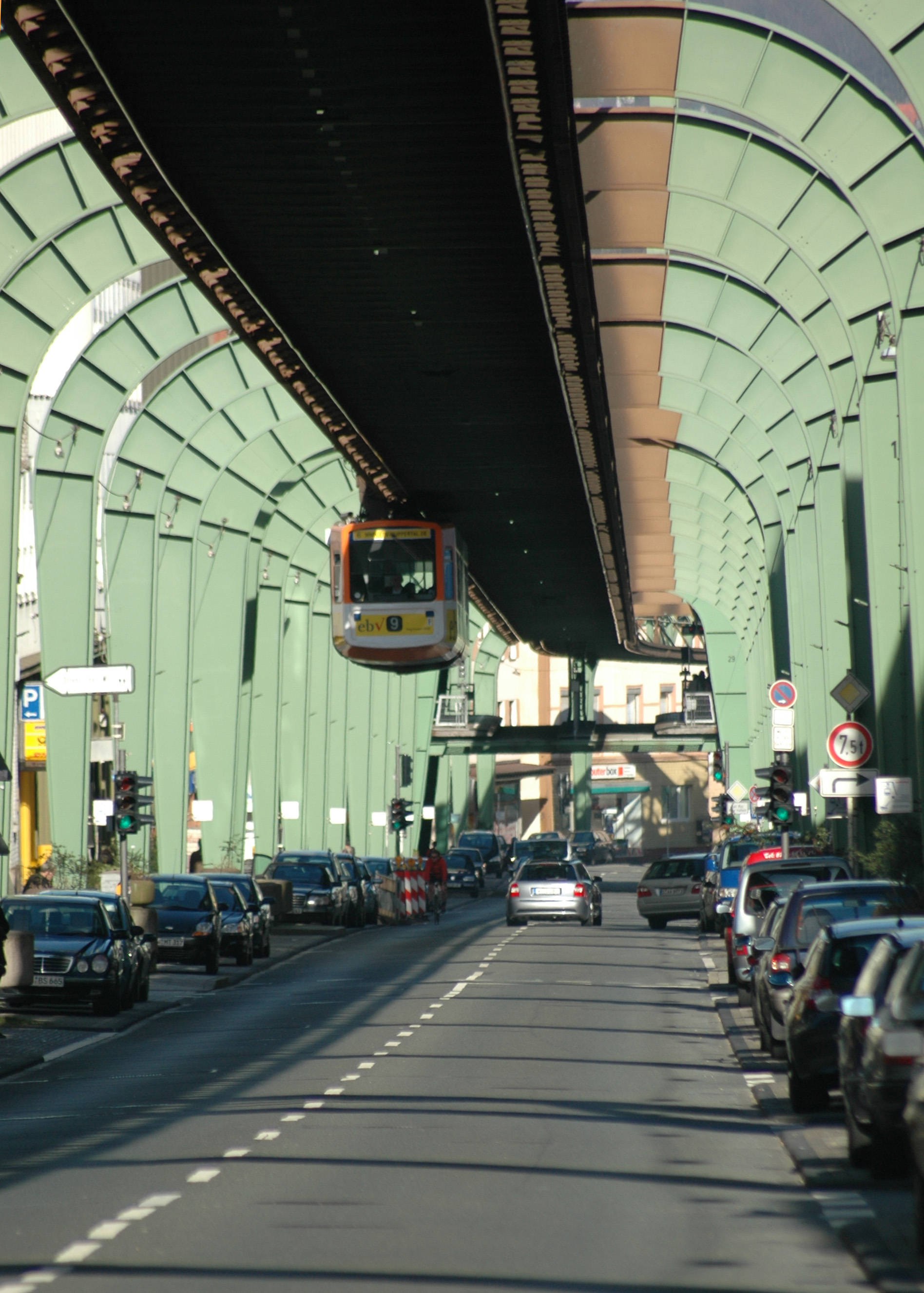
Kaiserstraße mit Schwebebahn

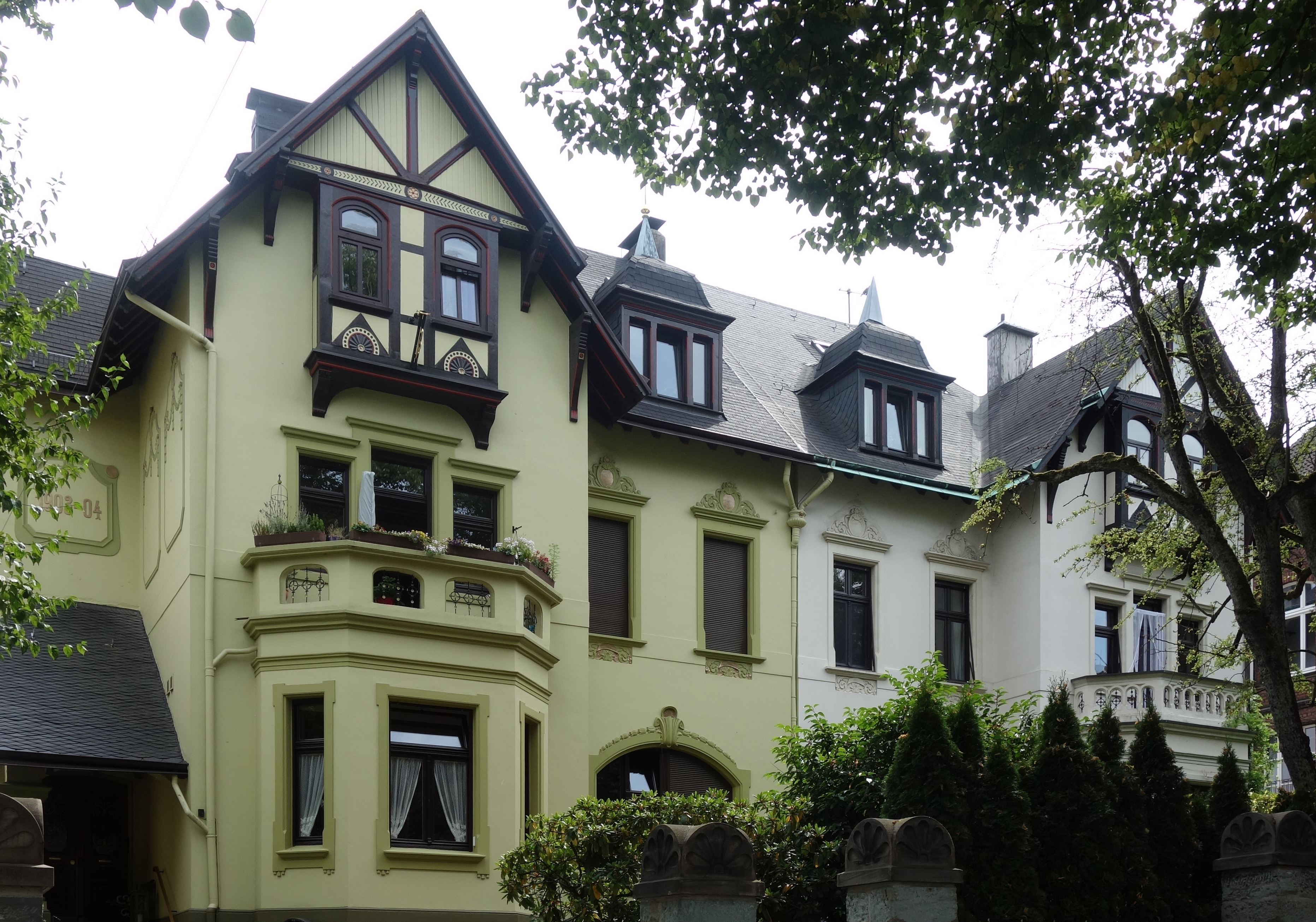
Gründerzeit-Villen Gräfrather Straße 13/13a

### Bauwerke
- Das historische Rathaus Vohwinkel in der Rubensstraße wurde 1897 bis 1898 erbaut. Das Rathaus diente als Sitz der Gemeindeverwaltung, Sparkasse, Dienstwohnung des Bürgermeisters und Polizeigefängnis. Heute wird das Gebäude für die Bezirksverwaltungsstelle Vohwinkel mit Bezirksvertretung, Sozialer Dienst, Einwohnermeldestelle und Stadtbibliothek genutzt.
- Das sogenannte Gebhardgebäude der ehemaligen Seidenweberei Gebhard & Co. AG an der Kaiserstraße wurde 1875 erbaut. Die Gebhard & Co. AG wurde 1859 in Elberfeld gegründet und verlegte ihr Hauptgebäude 1875 nach Vohwinkel. Heute beherbergt das Gebäude einen Frisörsalon, Arzt- und Rechtsanwaltspraxen.
- Der Vohwinkeler Bahnhof im sakralen Baustil mit dem markanten Uhrturm an der Bahnstraße wurde am 1. Dezember 1908 mit Postgebäude und Güterabfertigung eingeweiht. Der Keilbahnhof verknüpft die Bahnstrecke Düsseldorf–Elberfeld und die Bahnstrecke Wuppertal-Vohwinkel–Essen-Überruhr (Prinz-Wilhelm-Eisenbahn). Bis 1989 bestand auch die Bahnstrecke Solingen–Wuppertal-Vohwinkel (Korkenzieherbahn) als reine Güterstrecke nach Solingen. Bis in die 1990er Jahre verband den Bahnhof auch eine Stichbahn zur Bahnstrecke Düsseldorf-Derendorf–Dortmund Süd (Rheinische Strecke oder Wuppertaler Nordbahn).
- Das ehemalige Kgl. Landratsamt an der Gräfrather Straße (51° 13′ 47,8″ N, 7° 4′ 12,2″ O) wurde 1877, als Vohwinkel Sitz des Kreises Mettmann wurde, fertiggestellt und am 28. April 1878 bezogen. Heute beherbergt das Gebäude die städtischen Jugendeinrichtungen. 1900 wurde in Erinnerung an den Sieg über Frankreich 1871, ein Verdienst Wilhelms I., von dem ein Reliefmedaillon am Sockel angebracht war, vor dem Landratsamt der sogenannte Siegesbrunnen durch den Düsseldorfer Bildhauer Gustav Rutz errichtet. Die Einweihung des Siegesbrunnens durch das Kaiserpaar am 24. Oktober 1900 war seinerzeit ein beliebtes Postkartenmotiv. Der Brunnen ist heute nicht mehr erhalten.
- Das Schloss Lüntenbeck ist ein ehemaliger, um das Jahr 1250 erstmals urkundlich erwähnter Rittersitz. Das Gebäude wurde in der Barockzeit zu einem zweieinhalbgeschossigen Schlösschen mit angebautem Turm umgebaut. Die Niederungsburg wird von einer weitläufigen Vorburg mit ihren Wirtschaftsgebäuden umgeben. Das Schloss und seine Außenanlagen werden heute von mehreren Dienstleistungsgewerben genutzt und können nach Terminabsprache besichtigt werden.

### Kirchen, Moscheen und Gottesdienststätten
- Mariä Empfängnis
- St. Ludger
- Pfarrkirche Schöller
- Kirche Gräfrather Straße mit dem gegenüberliegenden Gemeindehaus
- Ditib-Moschee, Spitzwegstraße
- Marokkanische Moschee, Vohwinkler Straße
- Moschee, Bahnstraße

### Ehemalige Kirchen und Gottesdienststätten
- Ev. Kirche und Gemeindezentrum, Goerdeler Straße 22 (abgerissen und überbaut)
- Ev. Gemeindezentrum Dasnöckel
- Ev. Kirche auf dem Bremkamp
- Ev. Kirche Lessingstr.
- Ev. Kirche in der Lüntenbeck (jetzt Tanzschule Asfahl)

### Sport
- In Vohwinkel sind zwei größere Sportvereine beheimatet: der an den Sportplätzen Lüntenbeck und Waldkampfbahn beheimatete Fußballverein FSV Vohwinkel 48 e. V. mit insgesamt 29 Fußballteams und der Breitensportverein VSTV Vohwinkel 1865/90 e. V., ansässig an den vereinseigenen Tennisanlagen Zur Waldkampfbahn. Der FC Polonia ist als Fußballverein ebenfalls auf dem Sportplatz Waldkampfbahn beheimatet.
- Neben den Sportplätzen Waldkampfbahn (51° 14′ 6″ N, 7° 3′ 26,8″ O) und Lüntenbeck (51° 14′ 48,1″ N, 7° 4′ 25,4″ O) gibt es zahlreiche, meist an Spielplätzen gelegene Bolzplätze. Ein Fitnessstudio bietet Badminton und Squash; auf dem HAKO-Gelände besteht seit dem Jahr 2005 eine Indoor-Soccer-Halle.
- Die TSG 80 Vohwinkel war nach dem Zweiten Weltkrieg Gründungsmitglied der Fußball-Oberliga West, damals eine Staffel der höchsten deutschen Spielklasse. 1954 fusionierte die TSG mit dem SSV 04 Wuppertal zum Wuppertaler SV.
- Der ESV Wuppertal West ist mit der Abteilung Faustball, in der deutschen Bundesliga vertreten.

### Regelmäßige Veranstaltungen

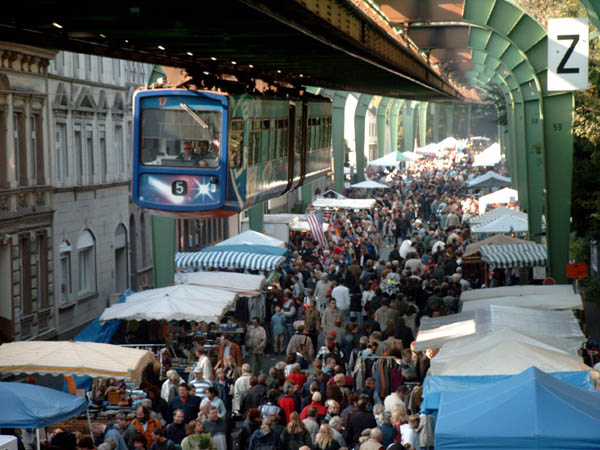
Vohwinkeler Flohmarkt

- Am Sonntag des letzten Septemberwochenendes jedes Jahres findet seit 1971 mit dem Vohwinkeler Flohmarkt der größte Ein-Tages-Trödelmarkt der Welt statt, für den Vohwinkel auch einen Eintrag in das Guinness-Buch der Rekorde erhalten hat. Um den zahlreichen Käufern und Verkäufern genug Raum zur Verfügung zu stellen, wird die Kaiserstraße unter der Schwebebahn bis zur Schwebebahnstation Hammerstein auf einer Länge von ca. 1,4 km gesperrt. Der Aufbau des Flohmarkts mit 500 bis 600 Verkaufsständen beginnt bereits am Sonntag um 0:00 Uhr. Währenddessen sind bereits viele Käufer unterwegs, um nach Schnäppchen Ausschau zu halten. Jedes Jahr kommen 300.000 bis 400.000 Besucher zum Flohmarkt. Der Flohmarkt endet am Sonntag um 18:00 Uhr.
- Traditionell finden am Samstag vor dem Flohmarkt der „Vohwinkeltag“ auf der oberen Kaiserstraße und das Nachbarschaftsfest auf dem Lienhardplatz statt. Der „Vohwinkeltag“ wird von der Aktion V*, der Werbegemeinschaft der Vohwinkeler Einzelhändler, organisiert und bietet den Einzelhändlern, Kirchengemeinden und diversen Arbeitsgruppen des Stadtteils die Möglichkeit, ihre Arbeit oder ihr Angebot vorzustellen. Der „Vohwinkeltag“ findet von 8 Uhr bis 18 Uhr statt und geht danach nahtlos in die Aufbauarbeiten zum Vohwinkeler Flohmarkt über. Auf dem zeitgleich stattfindenden Nachbarschaftsfest der Arbeitsgemeinschaft Vohwinkeler Vereine stimmen sich die Vohwinkeler mit Bühnenprogramm, Musik, Bier und Wurst bis 23:00 Uhr auf den bevorstehenden Flohmarkt ein.
- An zwei Wochenenden im Advent findet auf dem Hof des Schlosses Lüntenbeck ein Weihnachtsmarkt statt. Außerdem findet seit 2010 am ersten Adventswochenende der Weihnachtsmarkt auf dem Platz vor der Kirche Mariä Empfängnis statt.

## Wirtschaft und Infrastruktur

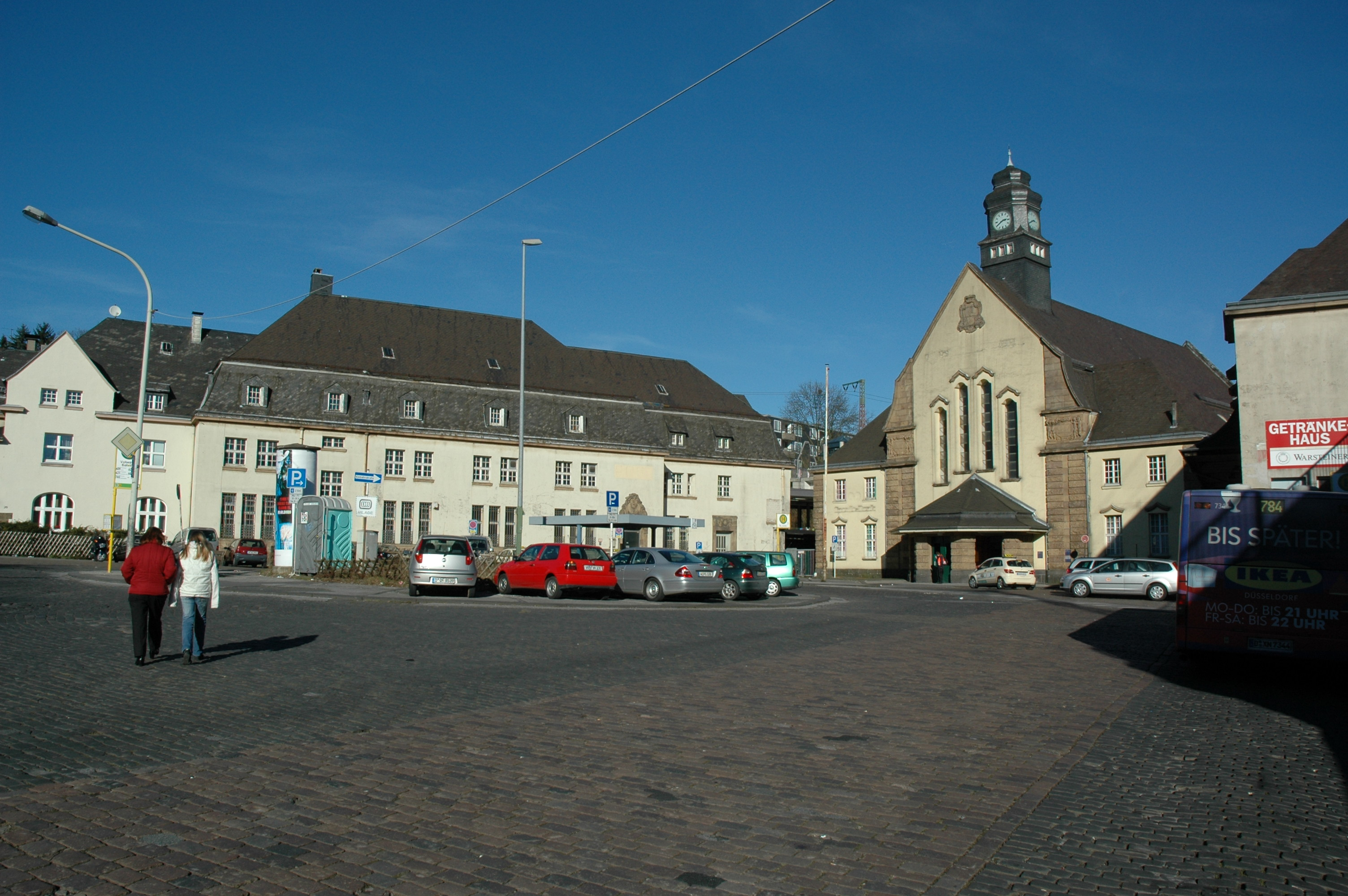
Vohwinkeler Bahnhof und ehemaliges Postgebäude

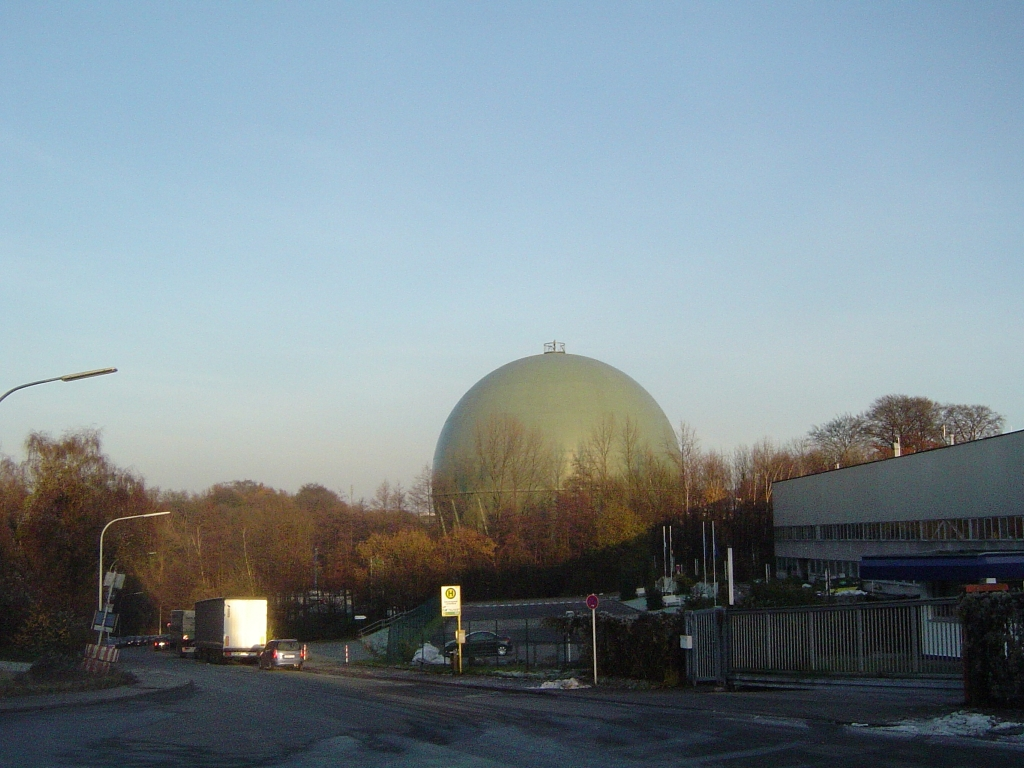
Der Gaskessel an der Lüntenbeck im Quartier Industriestraße

### Verkehr
- In Vohwinkel ist die westliche Endstation der Schwebebahn
- Oberleitungsbus nach Solingen (Linie 683)
- Anbindung an die A 46 und A 535 in Sonnborn
- Zugverbindungen vom Bahnhof Wuppertal-Vohwinkel in Richtung Elberfeld, Barmen, Aachen, Bonn, Düsseldorf, Essen, Hagen, Hamm, Köln, Mönchengladbach, Solingen und Venlo (NL)

### Ansässige Unternehmen
- Das DB Signalwerk Wuppertal an der Vohwinkeler Straße ist das Zentralwerk der DB Netz AG für die gesamte Leit- und Sicherungstechnik in der Bundesrepublik Deutschland mit Zweigwerken in Cottbus und Braunschweig. Das Signalwerk Wuppertal beschäftigt 2007 rund 460 Mitarbeiter und rund 90 Auszubildende.[6] Es wurde 1939 als Signal- und Telegrafenwerkstatt in Wuppertal-Vohwinkel gegründet. In einem Distributionslager des Signalwerks werden auf knapp 3.000 m² Fläche über 30.000 verschiedene Materialien der Leit- und Sicherungstechnik vorgehalten. Insgesamt werden im Signalwerk rund 6000 Artikel der Leit- und Sicherungstechnik instand gesetzt, teils neu gefertigt und bevorratet. Dies sind beispielsweise Gleissperren, Weichenantriebe, Schrankenantriebe und Signale, Bahnübergangstechnik, Module der elektronischen Stellwerkstechnik, Gleisfreimeldetechnik, Innen- und Außenanlagen der Stellwerkstechnik, Stromversorgungen und Batterieanlagen sowie Gleismagnete der Induktiven Zugsicherung.
- Die Ferd. von Hagen Söhne & Koch GmbH & Co. KG an der Vohwinkeler Straße entstand im Jahre 1912 aus der Fusion zwischen der schon 1832 in Wuppertal gegründeten Firma Ferdinand von Hagen und der Remscheider Firma J. Koch Söhne. HAKO produziert mit knapp 120 Mitarbeitern[7] Spezial- und Sonderbeschläge sowie die traditionellen Scharniere für Fenster- und Türenhersteller, die Deutsche Bahn, Bau- und Landmaschinenhersteller und für die Automobilindustrie. Der HAKO-Kommanditist und Geschäftsführer Bernd Bigge war Mitglied im Verwaltungsrat des Wuppertaler SV und sponsert neben dem Wuppertaler SV zahlreiche weitere Sportvereine in Wuppertal. Die Wuppertal Marketing GmbH hat ihn 2006 zum Wuppertal-Botschafter ernannt.
- Die GEPA – The Fair Trade Company, seit Dezember 2007 ansässig am GEPA-Weg, ist der größte europäische Importeur fair gehandelter Lebensmittel und Handwerksprodukte aus den südlichen Ländern der Welt. Die GEPA wurde am 14. Mai 1975 als Gesellschaft zur Förderung der Partnerschaft mit der Dritten Welt mbH, vom katholischen Hilfswerk Misereor, dem evangelischen Kirchlichen Entwicklungsdienst, den jeweiligen Jugend-Dachverbänden sowie der Vorläuferorganisation des heutigen Weltladen-Dachverbandes in Wuppertal gegründet.
- Die Oetelshofen GmbH & Co. KG bewirtschaftet den acht Hektar umfassenden Kalkstein-Steinbruch Oetelshofen im Norden Vohwinkels an der Grenze zu Wülfrath. Die erste urkundliche Erwähnung eines Kalksteinbruchs bei Hof Gerhardsfurth ist auf das Jahr 1750 datiert. 1857 ersteigerte Hermann Oetelshofen den Hof Gerhardsfurth mit dem zugehörigen Kalksteinbruch auf einer Auktion für 16.120 Thaler.
- Die Unternehmensgruppe Rheinkalk entstand 1999 aus der Zusammenführung der Rheinischen Kalksteinwerke in Wülfrath (1903 von August Thyssen gegründet) und der Rheinisch-Westfälischen Kalkwerke AG in Wuppertal-Dornap (1887 von Wilhelm Schüller, Anton Winter und der Gewerkschaft Maximilian gegründet). Rheinkalk gehört zur belgischen Lhoist-Gruppe, Sitz des Unternehmens ist Wülfrath.

#### Ehemals ansässige Unternehmen
- Das Unternehmen Ackermann Fahrzeugbau wurde 1850 von C. W. Ackermann als Werkstatt für landwirtschaftliche Geräte in Vohwinkel gründet. 1972 wurde die Ackermann-Fruehauf-Gesellschaft gegründet. 1987 wurden Produktion und Verwaltung von Vohwinkel nach Kerpen-Sindorf bei Köln verlegt.
- Die C. Blumhardt Fahrzeugwerke an der Vohwinkeler Straße entstanden aus einer von 1804 bis 1907 im Gut Simonshaus bestehenden Ziegelei. Aus der 1870 gegründeten Fabrik eiserner Schiebkarren und Handfuhrgeräthe, eigener Erfindung und Construction für alle Gebrauchsarten wurden später die C. Blumhardt Fahrzeugwerke. In den 1990er Jahren wurde die Firma insolvent und am 7. Mai 1996 wurde der Betrieb endgültig geschlossen.
- Die PPG Industries Lacke GmbH an der Stackenbergstraße produzierte mit ca. 300 Mitarbeitern[8] in Wuppertal Lacke für die Automobilindustrie und wurde 1883 als Lackfabrik Hermann Wülfing in Vohwinkel gegründet. Schon seit 1934 produzierte die Lackfabrik Wülfing Autolacke. Bemerkenswert ist, dass Wülfing 1964 der Lacklieferant für das erste europäische Elektrophorese-Tauchbecken für Autokarossen war. 2023 wurde der PPG-Standort geschlossen.
- Die Zeche Sonntagskind ist eine ehemalige Braunkohlenzeche an der Vohwinkeler Straße. Das ehemalige Zechengelände gehört heute zur Ferd. von Hagen Söhne & Koch GmbH & Co. KG (HAKO).
- Die Homann Herdfabrik stellte Elektroherde her. An sie erinnert die Straße Homanndamm.

### Öffentliche Einrichtungen
- Stadtbibliothek Wuppertal, Zweigstelle Vohwinkel, Rubenstr. 4, ehemaligen Rathaus Vohwinkel
- Bergische Musikschule, Zweigstelle Vohwinkel

### Bildung
- Grundschule Cornelius Schule
- Grundschule Gebhardtstraße
- Grundschule Nathrather Straße
- Grundschule Radenberg
- Grundschule Sillerstraße
- Grundschule Nocken (im Schulzentrum West)
- Ulle-Hees-Schule, Städt. Förderschule Lernen West und Schule für Kranke
- Städtische Schule für Sprachbehinderte Tescher Straße
- Städtische Realschule Vohwinkel
- Städtisches Gymnasium Vohwinkel (im Schulzentrum West)
- Städtische Pina-Bausch-Gesamtschule Wuppertal-Vohwinkel

## Persönlichkeiten
- Friedrich Dickel (1913–1993), deutscher Politiker, Innenminister der DDR
- Helga Dickel (1919–2004), deutsche Politikerin
- Graziella Drößler (1953–2023), Künstlerin
- Bünyamin Erdoğan (1989–2010), Mitglied einer islamistischen Organisation, erster durch eine Drohne getöteter deutscher Staatsbürger
- Albert-Reiner Glaap (1929–2023), Anglist
- Eugen Huth (1901–1976), deutscher Politiker
- Klaus-Jürgen Lais (* 1944), deutscher Politiker (SPD)
- Jakob Millard (1860–1938), von 1913 bis 1935 Leiter der Vohwinkeler Predigerschule des Bundes Freier evangelischer Gemeinden (heute Theologische Hochschule Ewersbach)
- Karl Neuhaus (1880–1947), Politiker (CSP, DNVP)
- Wolfgang Schmitz (1934–2017), Künstler